# Kanae Yamabe
Kamae Yamabe (em japonês:  山部 佳苗, Yamabe Kanae; Hokkaido, 22 de setembro de 1990) é uma judoca japonesa. Começou a lutar aos seis anos de idade.
Foi medalha de bronze nos Jogos Olímpicos de 2016 no Rio de Janeiro, além de medalhista de bronze no Campeonato Mundial em 2015.